# Groote Westeindsche Polder
De Groote Westeindsche Polder (ook wel genoemd de Westeinder Polder) was een waterschap, deels gelegen in de gemeente Zoeterwoude en deels in de voormalige gemeente Stompwijk in de Nederlandse provincie Zuid-Holland.
Door gemeentelijke herindelingen kwam het Stompwijkse deel van de polder in 1938 in de gemeente Leidschendam te liggen en vanaf 2002 in de gemeente Leidschendam-Voorburg.
De polder was in 1641 gesticht als een samenvoeging van 9 kleine polders. Op 1 juli 1852 werd de Kleine Westeindsche Veen- en Droogmakerij van de polder afgescheiden.
Het waterschap was verantwoordelijk voor de vervening, drooglegging en later de waterhuishouding in de polders.
In de polder ligt het gehucht Westeinde.

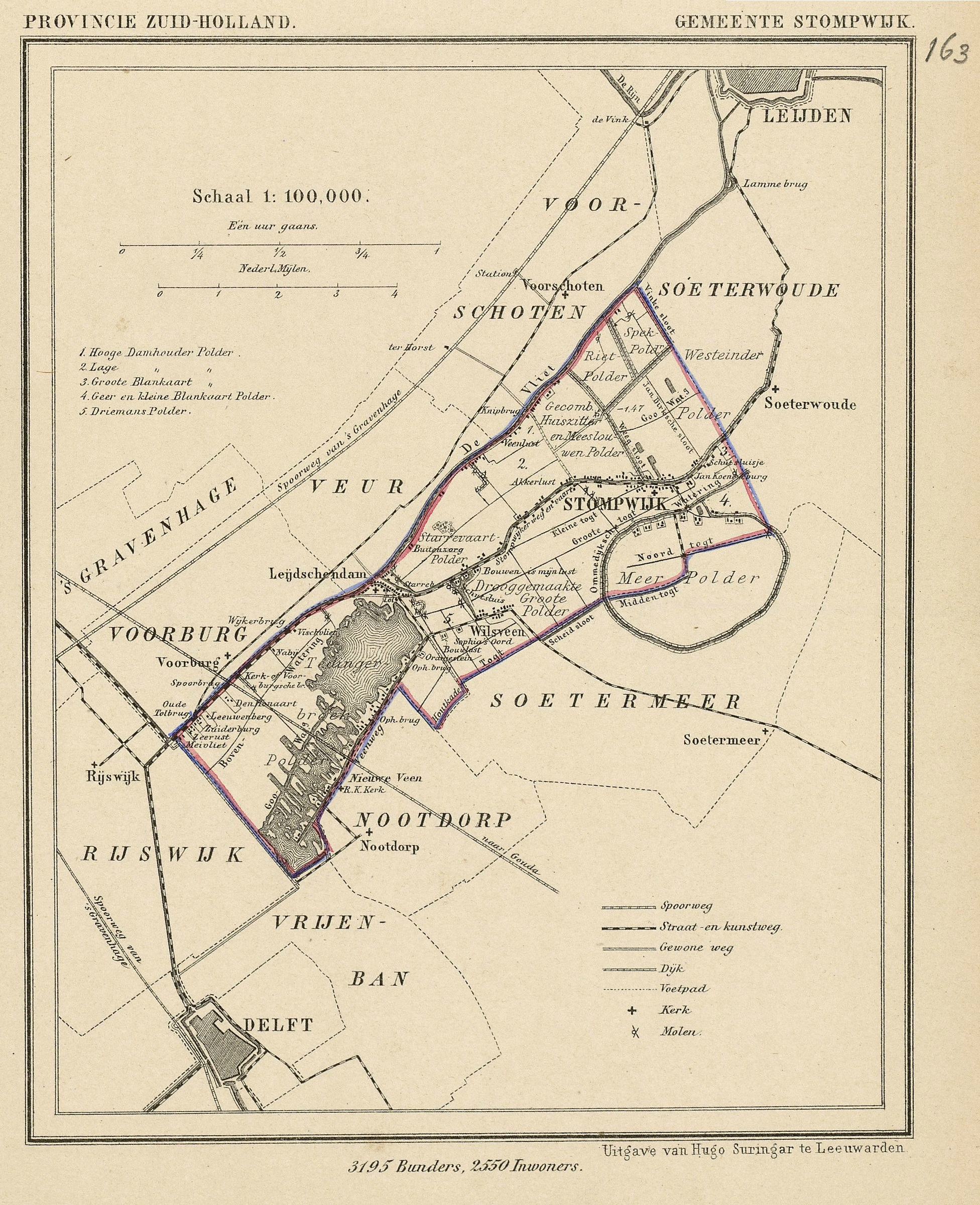
Ligging van (een deel van) de Westeinder Polder in het noorden van de (voormalige) gemeente Stompwijk, nu onderdeel van de gemeente Leidschendam-Voorburg. Kaart van ca. 1870.